# Zenamorpha
Zenamorpha är ett släkte av fjärilar. Zenamorpha ingår i familjen Crambidae.
Kladogram enligt Catalogue of Life:
| Zenamorpha | \| \| Zenamorpha discophoralis \| \| \| \| \| \| Zenamorpha pseudonoctua \| \| \| \| |
|            | \| \| Zenamorpha discophoralis \| \| \| \| \| \| Zenamorpha pseudonoctua \| \| \| \| |
|            | Zenamorpha discophoralis                                                             |
|            |                                                                                      |
|            | Zenamorpha pseudonoctua                                                              |
|            |                                                                                      |